# Młodzieżowe Mistrzostwa Europy w Lekkoatletyce 1999
II Młodzieżowe Mistrzostwa Europy w Lekkoatletyce rozgrywane były w dniach 29 lipca–1 sierpnia 1999 roku w Göteborgu (Szwecja). W zawodach startowali zawodnicy, którzy nie ukończyli 23 lat.

## Klasyfikacja medalowa
| Klasyfikacja medalowa |                 |   |    |   |     |
| Miej.                 | Państwo         |   |    |   | R-m |
| 1                     | Niemcy          | 5 | 11 | 9 | 25  |
| 2                     | Rumunia         | 5 | 1  | 6 | 12  |
| 3                     | Francja         | 4 | 4  | 3 | 11  |
| 4                     | Polska          | 4 | 2  | 4 | 10  |
| 5                     | Rosja           | 3 | 7  | 2 | 12  |
| 6                     | Wielka Brytania | 3 | 2  | 3 | 8   |
| 7                     | Włochy          | 3 | 1  | 3 | 7   |
| 8                     | Hiszpania       | 3 | 0  | 5 | 8   |
| 9                     | Węgry           | 2 | 2  | 0 | 4   |
| 10                    | Białoruś        | 2 | 0  | 0 | 2   |
| 11                    | Ukraina         | 1 | 3  | 0 | 4   |
| 12                    | Finlandia       | 1 | 2  | 2 | 5   |
| 13                    | Norwegia        | 1 | 1  | 0 | 2   |
| 14                    | Austria         | 1 | 0  | 1 | 2   |
| 14                    | Grecja          | 1 | 0  | 1 | 2   |
| 14                    | Jugosławia      | 1 | 0  | 1 | 2   |
| 17                    | Islandia        | 1 | 0  | 0 | 1   |
| 17                    | Portugalia      | 1 | 0  | 0 | 1   |
| 17                    | Słowacja        | 1 | 0  | 0 | 1   |
| 20                    | Czechy          | 0 | 1  | 1 | 2   |
| 21                    | Chorwacja       | 0 | 1  | 0 | 1   |
| 21                    | Dania           | 0 | 1  | 0 | 1   |
| 21                    | Holandia        | 0 | 1  | 0 | 1   |
| 21                    | Irlandia        | 0 | 1  | 0 | 1   |
| 21                    | Litwa           | 0 | 1  | 0 | 1   |
| 21                    | Łotwa           | 0 | 1  | 0 | 1   |
| 27                    | Belgia          | 0 | 0  | 1 | 1   |
| 27                    | Bułgaria        | 0 | 0  | 1 | 1   |

## Mężczyźni

### konkurencje biegowe
| konkurencja           | złoto                                                                              | złoto    | srebro                                                                        | srebro   | brąz                                                                           | brąz     |
| --------------------- | ---------------------------------------------------------------------------------- | -------- | ----------------------------------------------------------------------------- | -------- | ------------------------------------------------------------------------------ | -------- |
| 100 m                 | Christoforos Choidis · Grecja                                                      | 10,19    | Marcin Nowak · Polska                                                         | 10,28    | Christian Malcolm · Wielka Brytania                                            | 10,28    |
| 200 m                 | John Ertzgaard · Norwegia                                                          | 20,47    | Christian Malcolm · Wielka Brytania                                           | 20,47    | Stefan Holz · Niemcy                                                           | 20,69    |
| 400 m                 | Piotr Haczek · Polska                                                              | 45,78    | Zsolt Szeglet · Węgry                                                         | 46,09    | Marc Raquil · Francja                                                          | 46,18    |
| 800 m                 | Nils Schumann · Niemcy                                                             | 1:45,21  | James Nolan · Irlandia                                                        | 1:46,94  | Paweł Czapiewski · Polska                                                      | 1:46,98  |
| 1500 m                | Rui Silva · Portugalia                                                             | 3:44,29  | Gert-Jan Liefers · Holandia                                                   | 3:44,60  | Mehdi Baala · Francja                                                          | 3:45,41  |
| 5000 m                | Youssef El Nasri · Hiszpania                                                       | 13:30,48 | Marius Bakken · Norwegia                                                      | 13:31,53 | Marco Mazza · Włochy                                                           | 13:47,17 |
| 10 000 m              | Marco Mazza · Włochy                                                               | 28:39,29 | Janne Holmén · Finlandia                                                      | 28:40,98 | Ovidiu Tat · Rumunia                                                           | 29:26,31 |
| 110 m ppł             | Tomasz Ścigaczewski · Polska                                                       | 13,36    | Staņislavs Olijars · Łotwa                                                    | 13,55    | Jan Schindzielorz · Niemcy                                                     | 13,71    |
| 400 m ppł             | Thomas Goller · Niemcy                                                             | 49,67    | Boris Gorbań · Rosja                                                          | 49,94    | Periklis Jakowakis · Grecja                                                    | 49,97    |
| 3000 m z przeszkodami | Günther Weidlinger · Austria                                                       | 8:30,34  | Gaël Pencreach · Francja                                                      | 8:35,60  | Antonio Jiménez · Hiszpania                                                    | 8:37,29  |
| sztafeta 4 × 100 m    | Wielka Brytania · Christian Malcolm · James Henthorn · John Stewart · Mark Findlay | 38,96    | Francja · Jérôme Éyana · Frédéric Krantz · Cédric Gold Dalg · David Patros    | 39,14    | Niemcy · Alexander Kosenkow · Stefan Holz · Michael Schäfer · Falk Schrader    | 39,69    |
| sztafeta 4 × 400 m    | Niemcy · Sebastian Debnar-Daumler · Thomas Goller · Nils Schumann · Stefan Holz    | 3:02,96  | Polska · Michał Węglarski · Piotr Długosielski · Mariusz Bizoń · Piotr Haczek | 3:03,22  | Wielka Brytania · Geoff Dearman · Matthew Elias · Peter Brend · David Naismith | 3:03,58  |
| chód 20 km            | David Márquez · Hiszpania                                                          | 1:23:42  | Siemion Łowkin · Rosja                                                        | 1:24:04  | Alfio Corsaro · Włochy                                                         | 1:24:25  |

### konkurencje techniczne
| konkurencja    | złoto                             | złoto | srebro                      | srebro | brąz                            | brąz  |
| -------------- | --------------------------------- | ----- | --------------------------- | ------ | ------------------------------- | ----- |
| skok wzwyż     | Ben Challenger · Wielka Brytania  | 2,30  | Andrij Sokołowski · Ukraina | 2,28   | Javier Bermejo · Hiszpania      | 2,22  |
| skok o tyczce  | Romain Mesnil · Francja           | 5,93  | Lars Börgeling · Niemcy     | 5,80   | Wasilij Gorszkow · Rosja        | 5,60  |
| skok w dal     | Yago Lamela · Hiszpania           | 8,36  | Witalij Szkurłatow · Rosja  | 8,02   | Nathan Morgan · Wielka Brytania | 7,99  |
| trójskok       | Ionuț Pungă · Rumunia             | 16,73 | Colomba Fofana · Francja    | 16,57  | Wasyl Gergow · Bułgaria         | 16,53 |
| pchnięcie kulą | Mikuláš Konopka · Słowacja        | 19,60 | Joachim Olsen · Dania       | 19,50  | Jarkko Haukijärvi · Finlandia   | 19,15 |
| rzut dyskiem   | Aleksander Małaszewicz · Białoruś | 63,78 | Roland Varga · Węgry        | 61,99  | Mario Pestano · Hiszpania       | 61,73 |
| rzut młotem    | Władysław Piskunow · Ukraina      | 76,26 | András Haklits · Chorwacja  | 73,73  | Maciej Pałyszko · Polska        | 73,50 |
| rzut oszczepem | Harri Haatainen · Finlandia       | 83,02 | Ville Räsänen · Finlandia   | 78,36  | Mark Frank · Niemcy             | 77,62 |
| dziesięciobój  | Attila Zsivoczky · Węgry          | 8379  | Boris Kawohl · Niemcy       | 7815   | Dmitrij Iwanow · Rosja          | 7787  |

## Kobiety

### konkurencje biegowe
| konkurencja        | złoto                                                                                  | złoto    | srebro                                                                    | srebro   | brąz                                                                                 | brąz     |
| ------------------ | -------------------------------------------------------------------------------------- | -------- | ------------------------------------------------------------------------- | -------- | ------------------------------------------------------------------------------------ | -------- |
| 100 m              | Manuela Levorato · Włochy                                                              | 11,26    | Ołena Pastuszenko · Ukraina                                               | 11,33    | Kim Gevaert · Belgia                                                                 | 11,39    |
| 200 m              | Manuela Levorato · Włochy                                                              | 22,68    | Muriel Hurtis · Francja                                                   | 22,85    | Sabrina Mulrain · Niemcy                                                             | 22,85    |
| 400 m              | Otilia Ruicu · Rumunia                                                                 | 51,93    | Jitka Burianová · Czechy                                                  | 52,01    | Grażyna Prokopek · Polska                                                            | 52,28    |
| 800 m              | Claudia Gesell · Niemcy                                                                | 2:03,05  | Irina Krakoviak · Litwa                                                   | 2:04,08  | Laetitia Valdonado · Francja                                                         | 2:04,20  |
| 1500 m             | Lidia Chojecka · Polska                                                                | 4:07,86  | Jelena Zadorożna · Rosja                                                  | 4:09,03  | Anca Safta · Rumunia                                                                 | 4:09,78  |
| 5000 m             | Katalin Szentgyörgyi · Węgry                                                           | 15:18,80 | Cristina Iloc · Rumunia                                                   | 15:22,64 | Olivera Jevtić · Jugosławia                                                          | 15:24,83 |
| 10 000 m           | Olivera Jevtić · Jugosławia                                                            | 32:37,59 | Rosaria Console · Włochy                                                  | 33:05,77 | Patricia Arribas · Hiszpania                                                         | 33:23,01 |
| 100 m ppł          | Agnieszka Karaczun · Polska                                                            | 13,32    | Julie Pratt · Wielka Brytania                                             | 13,40    | Eva Miklos · Rumunia                                                                 | 13,40    |
| 400 m ppł          | Tasha Danvers · Wielka Brytania                                                        | 56,00    | Ulrike Urbansky · Niemcy                                                  | 56,08    | Anika Ahrens · Niemcy                                                                | 57,34    |
| sztafeta 4 × 100 m | Francja · Nadine Mahobah · Muriel Hurtis · Fabé Dia · Doris Deruel                     | 43,39    | Niemcy · Alice Reuss · Marion Wagner · Esther Möller · Sabrina Mulrain    | 43,53    | Polska · Monika Długa · Irena Sznajder · Agnieszka Rysiukiewicz · Magdalena Haszczyc | 44,47    |
| sztafeta 4 × 400 m | Rosja · Tatjana Lewina · Irina Jemielianowa · Marina Griszakowa · Swietłana Pospiełowa | 3:29,04  | Niemcy · Nicole Marahrens · Anika Ahrens · Ulrike Urbansky · Claudia Marx | 3:29,37  | Rumunia · Ramona Popovici · Anca Safta · Andrea Burlacu · Otilia Ruicu               | 3:33,28  |
| chód 20 km         | Claudia Iovan · Rumunia                                                                | 1:33:17  | Ludmiła Dedekina · Rosja                                                  | 1:34:02  | Melanie Seeger · Wielka Brytania                                                     | 1:34:17  |

### konkurencje techniczne
| konkurencja    | złoto                         | złoto | srebro                       | srebro | brąz                          | brąz  |
| -------------- | ----------------------------- | ----- | ---------------------------- | ------ | ----------------------------- | ----- |
| skok wzwyż     | Swietłana Łapina · Rosja      | 1,98  | Amewu Mensah · Niemcy        | 1,93   | Linda Horvath · Austria       | 1,93  |
| skok o tyczce  | Vala Flosadóttir · Islandia   | 4,30  | Nastia Ryshich · Niemcy      | 4,25   | Dana Cervantes · Hiszpania    | 4,15  |
| skok w dal     | Aurélie Felix · Francja       | 6,85  | Inga Leiwesmeier · Niemcy    | 6,64   | Eva Miklos · Rumunia          | 6,51  |
| trójskok       | Cristina Nicolau · Rumunia    | 14,70 | Oksana Rogowa · Rosja        | 14,65  | Adelina Gavrilă · Rumunia     | 14,37 |
| pchnięcie kulą | Jelena Iwanienko · Białoruś   | 17,27 | Nadine Beckel · Niemcy       | 17,15  | Assunta Legnante · Włochy     | 17,98 |
| rzut dyskiem   | Lăcrămioara Ionescu · Rumunia | 58,24 | Nadine Beckel · Niemcy       | 57,75  | Věra Pospíšilová · Czechy     | 56,65 |
| rzut młotem    | Florence Ezeh · Francja       | 64,56 | Kirsten Münchow · Niemcy     | 63,68  | Manuela Priemer · Niemcy      | 62,36 |
| rzut oszczepem | Susan Mathies · Niemcy        | 57,64 | Tetiana Liachowicz · Ukraina | 57,35  | Veera Oksanen · Finlandia     | 55,90 |
| siedmiobój     | Natalia Raszczupkina · Rosja  | 6125  | Jelena Prochorowa · Rosja    | 6011   | Sonja Kesselschläger · Niemcy | 5832  |